# Selección de rugby league de Sudáfrica
La Selección de rugby league de Sudáfrica representa a Sudáfrica en competiciones de selecciones nacionales de rugby league. 
Su apodo es "The Rhinos", y utiliza vestimenta verde con vivos amarillos.
El ente encargado de la selección es la South African Rugby League.
Está afiliado a la Rugby League European Federation. 
Ha clasificado en dos ocasiones a la Copa del Mundo de Rugby League, en la que no ha logrado avanzar de la fase de grupos.

## Participación en copas

#### Copa del Mundo de Rugby League
- 1954 al 1989/92: sin  participación
- 1995 : fase de grupos[1]
- 2000 : fase de grupos[2]
- 2008 al 2021: no clasificó

#### MEA Championship
- 2015 : 2° puesto
- 2019 : no participó